# Upernaviks kommun
Upernaviks kommun var en kommun på Grönland fram till 1 januari 2009. Från detta datum ingår Upernavik i den nya storkommunen Qaasuitsup. Aasiaat låg i amtet Kitaa. Huvudort var Upernavik.

## Byar
- Kullorsuaq (danska: Djævlens Tommelfinger)
- Nuussuaq (danska: Kraulshavn)
- Nutaarmiut
- Tasiusaq
- Innaarsuit
- Tussaaq
- Naajaat
- Aappilattoq
- Kangersuatsiaq (danska: Prøven)
- Upernavik Kujalleq (danska: Søndre Upernavik)